# Harrisia
Harrisia Britton – rodzaj rośliny z rodziny kaktusowatych. Występuje w Argentynie, Paragwaju, Brazylii, Boliwii.

## Systematyka
Synonimy
Eriocereus (A. Berger) Riccob., Roseocereus Backeb.
Pozycja systematyczna według APweb (aktualizowany system APG III z 2009)
Należy do rodziny kaktusowatych (Cactaceae) Juss., która jest jednym z kladów w obrębie rzędu goździkowców (Caryophyllales) i klasy roślin okrytonasiennych. W obrębie kaktusowatych należy do plemienia Trichocereeae , podrodziny Cactoideae.
Pozycja w systemie Reveala (1993-1999
Gromada okrytonasienne (Magnoliophyta Cronquist), podgromada Magnoliophytina Frohne & U. Jensen ex Reveal, klasa Rosopsida Batsch, podklasa goździkowe (Caryophyllidae Takht.), nadrząd Caryophyllanae Takht., rząd goździkowce (Caryophyllales Perleb), podrząd Cactineae Bessey in C.K. Adams, rodzina kaktusowate (Cactaceae Juss.), rodzaj Harrisia Britton. 
Gatunki (wybór)
- Harrisia aboriginum Small ex Britton & Rose
- Harrisia adscendens (Gürke) Britton & Rose
- Harrisia bonplandii (Parm.) Britton & Rose
- Harrisia divaricata (Lam.) Lourteig
- Harrisia eriophora (hort. ex Pfeiff.) Britton
- Harrisia fragrans Small ex Britton & Rose
- Harrisia fragrans Small ex Britton & Rose
- Harrisia gracilis (Mill.) Britton
- Harrisia hahniana (Backeb.) Kimnach & Hutchison ex Kimnach
- Harrisia martinii (Labour.) Britton
- Harrisia platygona (Otto) Britton & Rose
- Harrisia pomanensis (F. A. C. Weber) Britton & Rose
- Harrisia serruliflorus (Haw.) Lourteig
- Harrisia simpsonii Small ex Britton & Rose
- Harrisia tetracantha (Labour.) D. R. Hunt
- Harrisia tortuosa (J. Forbes ex Otto & A. Dietr.) Britton & Rose